# Felix Auböck
Felix Otto Auböck, noto anche come Felix Otto Auboeck (Bad Vöslau, 16 dicembre 1996), è un nuotatore austriaco, specializzato nello stile libero.

## Biografia
Gareggia per il Wasserfreunden Spandau 04.
Ha rappresentato l'Austria ai Giochi olimpici estivi di Rio de Janeiro 2016, dove è stato eliminato in batteria nei 200 metri stile libero, nei 200 m stile libero e nei 1500 m stile libero, rispettivamente con il 18º, 25º e 42º piazzamento.
Nel 2020 ha rappresentato la squadra dei NY Breakers nella seconda stagione dell'International Swimming League.
Agli europei di Budapest 2021, disputati alla Duna Aréna nel maggio 2021, si è aggiudicato la medaglia d'argento nei 400 metri stile libero, completando la gara alle spalle del russo Martin Maliyutin. Nel 2024, agli europei di Belgrado, sale sul gradino più alto del podio nella medesima specialità.
Il 14 aprile 2025, all'età di 28 anni, ha annunciato il ritiro dalle competizioni.

## Palmarès
| Anno | Manifestazione          | Sede           | Evento    | Risultato | Prestazione | Note |
| ---- | ----------------------- | -------------- | --------- | --------- | ----------- | ---- |
| 2016 | Giochi olimpici         | Rio de Janeiro | 200 m sl  | 18º B     | 1'47"24     |      |
| 2016 | Giochi olimpici         | Rio de Janeiro | 400 m sl  | 25º B     | 3'49"35     |      |
| 2016 | Giochi olimpici         | Rio de Janeiro | 1500 m sl | 42º B     | 15'36"24    |      |
| 2021 | Europei                 | Budapest       | 400 m sl  | Argento   | 3'44"63     |      |
| 2021 | Mondiali in vasca corta | Abu Dhabi      | 400 m sl  | Oro       | 3'35"90     |      |
| 2022 | Europei                 | Roma           | 200 m sl  | Bronzo    | 1'45"60     |      |
| 2024 | Europei                 | Belgrado       | 400 m sl  | Oro       | 3'43"24     |      |